# Christia
 Christia je rod rostlin z čeledi bobovité. Jsou to byliny a polokeře s drobnými květy. Rod zahrnuje 12 druhů a je rozšířen v tropické Asii a Austrálii. Druh Christia vespertilionis se rozšířil i do jiných částí tropů. Tento druh je používán v tradiční čínské medicíně a občas je kvůli svému zajímavému vzhledu pěstován ve sklenících botanických zahrad.

## Popis
Zástupci rodu Christia jsou poléhavé nebo vzpřímené byliny a polokeře. Listy jsou trojčetné nebo pouze jednolisté. Květy jsou drobné, 3 až 6 mm velké, obyčejně v koncových latách nebo hroznech. Kalich je zvonkovitý, s 5 laloky. Koruna je zhruba stejně dlouhá jako kalich nebo o něco delší. Tyčinky jsou dvoubratré (9+1). Semeník obsahuje mnoho vajíček a nese zahnutou čnělku zakončenou hlavatou bliznou. Plody jsou nepukavé, rozpadavé na mnoho jednosemenných dílů.

## Rozšíření
Rod Christia zahrnuje celkem 12 druhů a je rozšířen v tropické Asii a Austrálii. Největší počet druhů roste v Indočíně. Druh Ch. vespertilionis pochází z tropické Asie z oblasti od jižní Číny přes Indočínu po Malajsii, zdomácněl však i v tropech jiných částí světa. V Číně roste 5 druhů, v Indii jediný druh (Ch. obcordata), který zasahuje do Assamu z Indočíny. Druh Ch. obcordata zasahuje také okrajově do Papuasie, konkrétně na Bismarckovo souostroví.
V Austrálii roste jen druh Ch. australasica, jehož výskyt je omezen na severní část kontinentu.

## Taxonomie
Rod je řazen v taxonomii čeledi bobovité do tribu Desmodieae.

## Význam
Druh Christia vespertilionis je používán v tradiční čínské medicíně při ošetřování tuberkulózy, zlomenin a hadího kousnutí. Občas je kvůli bizarním listům motýlovitého tvaru tato rostlina pěstována v botanických zahradách.